# ارنبة السفلى

تعديل مصدري - تعديل

ارنبة السفلى هي إحدى قرى عزلة سرار بمديرية سرار التابعة لمحافظة أبين، بلغ تعداد سكانها 100 نسمة حسب تعداد اليمن لعام 2004.